# Martín Fernández Palacio
Martín Fernández Palacio (Barakaldo, Biscaia, 20 de novembre de 1926 - Bilbao, 27 de gener de 2003) fou un químic i polític basc, procurador en Corts durant el franquisme i senador en la legislatura constituent.

## Biografia
Estudià batxillerat al Col·legi Santiago Apostol de Bilbao i Cièncias Químiques a la Universitat de Saragossa i a la Universitat de Salamanca. Treballà alguns anys a diverses indústries d'Holanda, Suïssa i França. Diplomat en Lactologia per l'Institut Lactològic de Berna. Fou professor contractat a l'ETS d'Enginyers Industrials de Bilbao.
També fou vocal del II i III Pla de Desenvolupament, en la Comissió de Desenvolupament Regional d'Agricultura i Alimentació. Dirigí la construcció de diverses indústries, entre elles, la Cooperativa Lletera Beyena, i ha estat fundador i president de la Caixa Rural de Biscaia. Ha estat Procurador en Corts elegit pel terç familiar en la IX i X Legislatura. Formà part del grup de procuradors transhumants. En 1976 fou nomenat director general de Consumidors del Ministeri de Comerç, però en dimití el 1977. A les eleccions generals espanyoles de 1977 fou escollit senador per la UCD per Biscaia.